# Лунка-Маре
Лунка-Маре (рум. Lunca Mare) — село у повіті Прахова в Румунії. Входить до складу комуни Шотріле.
Село розташоване на відстані 89 км на північ від Бухареста, 36 км на північний захід від Плоєшті, 51 км на південь від Брашова.

## Населення
За даними перепису населення 2002 року у селі проживали 532 особи, усі — румуни. Усі жителі села рідною мовою назвали румунську.